# Antonio Casimir Cartellieri
Antonio Casimir Cartellieri (ur. 27 września 1772 w Gdańsku, zm. 2 września 1807 w Libčeves) – kompozytor.

## Życiorys
Był niemieckojęzycznym gdańszczaninem. Jego rodzice byli śpiewakami: ojciec, tenor Antonio Maria Gaetano, był Włochem. Matka, Elisabeth Böhm, pochodziła z Rygi. 
Po rozpadzie małżeństwa rodziców w 1785 roku Antonio wyjechał z matką do Berlina, gdzie otrzymał pierwsze lekcje kompozycji. W 1791 roku związał się z dworem Michała Kazimierza Ogińskiego. W następnym roku znów pojawił się w Berlinie, gdzie odniósł sukces dzięki skomponowanej kantacie Contimar und Zora oraz singspielowi Die Geisterbenschwörung.
Dzięki sukcesom i wsparciu swego mecenasa Cartellieri mógł wyjechać do Wiednia, gdzie dalej kształcił się w kompozycji u Antonio Salieriego i u Johanna Georga Albrechtsbergera. Poznał tam również w 1795 roku Ludwiga van Beethovena, z którym miał wspólnych nauczycieli i z którym pozostawał w przyjacielskich stosunkach do końca życia.
W 1803 roku ożenił się w Wiedniu z Franziską Krafft, z którą miał trzech synów. Zmarł na zawał serca w wieku 35 lat.

## Wybrane dzieła
- Divertimento Es-dur
- Koncerty klarnetowe
- Kwartety klarnetowe
- Koncert fletowy G-dur
- La celebre Natività del Redentore (Weihnachtsoratorium – Oratorium na Boże Narodzenie) – Libretto: Luigi Prividali – Wiedeń, 1806

Utwory sceniczne
- Die Geisterbeschwörung (1793)
- Anton (1796)
- Il Secreto (1804)